# Wamba (rivière)
Pour les articles homonymes, voir Wamba.
La Wamba est une rivière d’Afrique centrale et un affluent du Kwango, donc un sous-affluent du fleuve Congo par le Kasaï. Elle sert de frontière entre la république démocratique du Congo et l’Angola entre le parallèle 8° 05′ 46,6″ S et sa confluence avec la rivière Kambondu.

## Géographie
La Wamba prend source dans le nord de l’Angola et traverse une partie du république démocratique du Congo. Elle coule vers le Nord, passant par Kenge, pour rejoindre le Kwango qui se déverse dans le Kasaï.

## Sources
- (en) Angola – Democratic Rep. of the Congo (Zaire) Boundary (Country Codes: AO-CG), The Geographer, Office of the Geographer, Bureau of Intelligence and Research, coll. « International Boundary Study » (no 144), 4 avril 1974 (www.peaceau.org/uploads/PV_112.pdf)